# 디리클레 합성곱
디리클레 합성곱(Dirichlet convolution) 혹은 디리클레 포갬은 수론적 함수(arithmetic function)의 집합에서 정의되는 이항연산(binary operation)으로, 수론에서 중요하게 다뤄진다. 독일 수학자 르죈 디리클레의 이름에서 유래하였다.

## 정의
f, g가 수론적 함수 (즉, 자연수에서 복소수로의 함수)일 때, f, g의 디리클레 포갬 f * g는 다음과 같이 정의되는 수론적 함수이다.
{\displaystyle (f*g)(n)=\sum _{d|n}f(d)g(n/d)}
여기서 덧셈은 n의 모든 양의 약수 d에 대해 이루어진다.

## 성질
이 연산의 일반적인 성질을 몇가지 나열해 보면:
- 닫혀있다: f와 g가 모두 곱셈적이라면, f * g도 곱셈적이다. (주의: 그러나 두 완전 곱셈적인 함수의 포갬은 완전 곱셈적이 아닐 수 있다.)
- 교환법칙: f * g = g * f
- 결합법칙: (f * g) * h = f * (g * h)
- 분배법칙: f * (g + h) = f * g + f * h
- 항등원: f * ε = ε * f = f, 여기서 ε은 n = 1에서 ε(n) = 1, n > 1에서 ε(n) = 0으로 정의되는 함수.
- 역원: 모든 곱셈적 함수 f에 대해, 어떤 곱셈적 함수 g가 존재하여 f * g = ε를 만족한다.

덧셈과 디리클레 포갬으로 수론적 함수의 전체집합은 ε을 곱셈에 대한 항등원으로 하는 가환환(commutative ring)을 이루고, 이를 디리클레 환(dirichlet ring)이라 부른다. 이 환의 unit은 f(1) ≠ 0 을 만족하는 f들이다.
나아가, 곱셈적 함수의 집합은 디리클레 포갬과 ε을 항등원으로 하는 가환군(abelian group)을 이룬다. 
곱셈적 함수에서 몇가지 중요한 곱셈적 함수들간의 포갬에의한 관계식의 예를 찾아볼 수 있다.

## 역원의 계산
주어진 수론적 함수 {\displaystyle f(n)}에 대해 디리클레 합성곱을 연산으로 하는 역원 {\displaystyle f^{-1}(n)}이 존재한다. 이 역원을 계산하는 계산식은 다음과 같다. 맨 첫 번째 항은 다음과 같다.
{\displaystyle f^{-1}(1)={\frac {1}{f(1)}}}
그리고 {\displaystyle n>1}일 경우는 다음과 같다.
{\displaystyle f^{-1}(n)={\frac {-1}{f(1)}}\sum _{d|n~~d<n}f\left({\frac {n}{d}}\right)f^{-1}(d).}
예를 들어, 모든 {\displaystyle n}에 대해 1 인 수론적 함수의 역원은 뫼비우스 함수가 된다. 더 일반적인 관계는 뫼비우스 반전 공식에 의해 유도된다.

## 디리클레 급수와의 관계
f가 수론적 함수이면, L-급수(L-series)는 다음과 같이 정의된다.
급수가 수렴하는 복소수 s에 대해,
{\displaystyle L(f,s)=\sum _{n=1}^{\infty }{\frac {f(n)}{n^{s}}}}
L-급수의 곱은 디리클레 포갬과 다음 관계가 있다.
좌변이 존재하는 모든 s에 대해,
{\displaystyle L(f,s)L(g,s)=L(f*g,s)}
위 관계식은 L-급수를 푸리에 변환과 비교해 보면, 포갬 정리(convolution theorem)과 긴밀하다.

## 수론적 함수의 미분과의 관계
물론 수론적 함수는 연속함수가 아니므로 통상적인 의미로서의 미분은 불가능하다. 그러나 산술함수에서 따로 미분을 정의하여 디리클레 합성과 연계하여 사용한다.
주어진 산술함수 {\displaystyle f(n)}의 미분은 다음과 같이 정의한다. 여기서 물론 {\displaystyle \Lambda }는 망골트 함수(Mangoldt function)이다.
{\displaystyle f'(n)=f(n)\log n\;}
예를 들어, 모든 {\displaystyle n}에 대해 1 인 수론적 함수 {\displaystyle u(n)}이 있다고 할 때, 관계식 {\displaystyle \sum _{d|n}\Lambda (d)=\log n} 때문에 다음이 성립한다
{\displaystyle \Lambda *u=u'}
위와 같이 미분을 정의할 경우 다음과 같은 성질들이 성립한다.
- {\displaystyle (f+g)'=f'+g'}
- {\displaystyle (f*g)'=f'*g+f*g'}
- {\displaystyle (f^{-1})'=-f'*(f*f)^{-1}}

## 같이 보기
- 수론적 함수
- 뫼비우스 반전 공식